# Crowsnest Mountain
Crowsnest Mountain är ett berg i Kanada.   Det ligger i provinsen Alberta, i den södra delen av landet, 2 900 km väster om huvudstaden Ottawa. Toppen på Crowsnest Mountain är 2 785 meter över havet, eller 934 meter över den omgivande terrängen. Bredden vid basen är 15,5 km.
Terrängen runt Crowsnest Mountain är huvudsakligen kuperad, men åt sydväst är den bergig.Runt Crowsnest Mountain är det glesbefolkat, med 20 invånare per kvadratkilometer.. Närmaste större samhälle är Bellevue, 19,9 km sydost om Crowsnest Mountain.
I omgivningarna runt Crowsnest Mountain växer i huvudsak barrskog.